# Aiguille des Grands Montets
Pour les articles homonymes, voir Grands Montets.
L'aiguille des Grands Montets, dans le massif du Mont-Blanc, est le nom donné à l'un des sommets dominant le village d'Argentière (1 200 mètres), sur la commune de Chamonix-Mont-Blanc. Elle culmine à 3 296 mètres.
Elle a donné son nom aux Grands Montets, une station de sports d'hiver située sous le sommet, au-dessus d'Argentière.

## Histoire
Depuis 1963, un téléphérique grimpe jusqu'au sommet de l'aiguille, en passant par la station intermédiaire de Lognan. Cette dernière a subi un important incendie le 11 septembre 2018, endommageant gravement les deux tronçons du téléphérique. L'installation est fermée pour plusieurs années en attendant sa reconstruction. La Compagnie du Mont-Blanc a opté pour une reconstruction complète de l'équipement. C'est l'architecte italien Renzo Piano qui a été choisi pour la conception des gares, la réouverture est envisagée pour 2023.

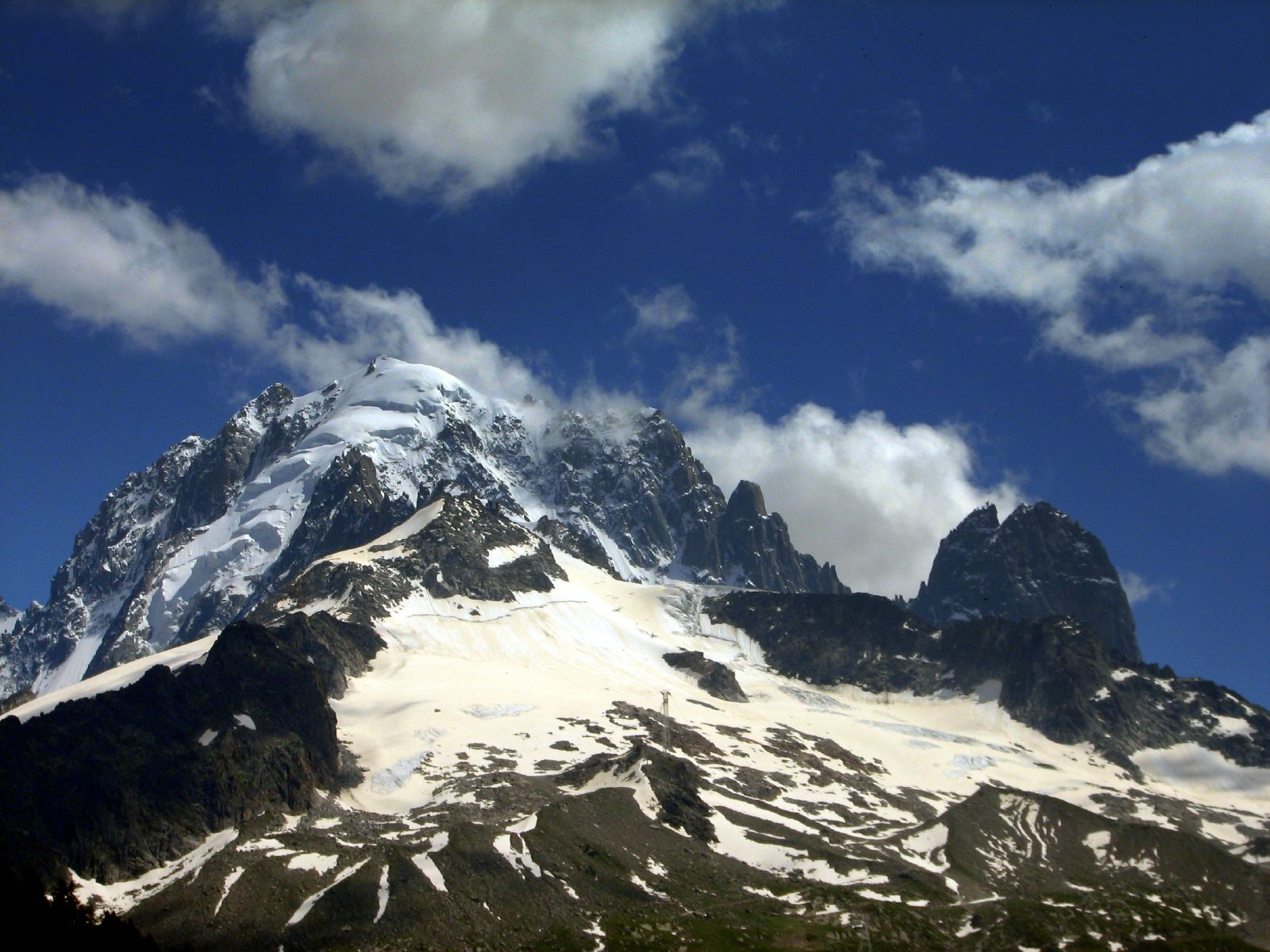
Vue depuis Argentière au nord-ouest de l'aiguille des Grands Montets dominée par l'aiguille Verte avec les Drus à droite.